# فائق ذياب طفاح
فائق ذياب طفاح السامرائي مهندس عراقي من محافظة صلاح الدين.

## ولادته
وُلد في سامراء لأسرة عربية مسلمة من قبيلة آل عباس، ونشأ فيها وتعلم وعلم القرآن الكريم في مساجدها واكمل دراسته الابتدائية والاعدادية في هذه المدينة.

## دراسته
بعد تخرجه من الاعدادية، انتقل إلى محافظة البصرة لدراسة البكالوريوس، حيث درس في قسم الهندسة الميكانيكية في كلية الهندسة في جامعة البصرة، وأكمل دراسته بنجاح وحصل على بكالوريوس هندسة.

## عمله المهني
عمل مهندسا لمدة طويلة في الشركة العامة لصناعة الأدوية في سامراء.

## نشاطه السياسي
انضم إلى جماعة الإخوان المسلمين في العراق في بداية شبابه، ومن ثم انضم عام 2003 م إلى الحزب الإسلامي العراقي وأصبح عام 2009 م مسؤولا لفرع الحزب الإسلامي العراقي في سامراء لعدة سنوات حتى وفاته.
عمل عضوا في مجلس محافظة صلاح الدين بعد اختياره بديلا عن العضو الشيخ مهدي العران الذي قتل في عملية لتنظيم داعش على مجلس المحافظة هو وبعض الأعضاء معه.
رشح للدورة الثالثة لمجلس محافظة صلاح الدين بعد خروج الجيش الأمريكي من العراق سنة 2013م، وفاز في الانتخابات. بعد ان تولى عضوية مجلس محافظة صلاح الدين سارع بانشاء محطات لتزويد القرى بالمياه وانشاء محطات لتحلية المياه وتخليصه من الملوحة في المناطق التي تعتمد على الابار الارتوازية وسعى لمد الشوارع المعبدة داخل المدينة وخارجها، وساهم بانشاء مراكز وملاعب للشباب وحثهم على اقامة المباريات وتشجيعهم من خلال حضورها وتقديم الجوائز للفائزين كذلك انشأ العديد من مراكز الحاسوب في بعض اطراف المدينة؛ كي يستفيد الشباب من هذه التقنية. اهتم بالفلاحين من خلال سعيه في تذليل العقبات التي تواجههم كنقص التيار الكهربائي وانقطاعه التي كانت تؤثر على سقي المزروعات كذلك اهتم بسايلوات الحبوب لتسهيل استلام محصول الحنطة وبيعه.

## وفاته
جرى اغتياله في 26/4/2014.